# Ноніто Донер
Ноніто Донер (англ. Nonito Donaire, нар.16 листопада 1982, Талібон, Бухон, Філіппіни )— філіппінсько-американський професійний боксер, що був чемпіоном у чотирьох вагових категоріях. Протягом своєї кар'єри він ставав чемпіоном IBF, IBO, WBO, WBC, WBA, The Ring. Став другим азійським боксером після філіппінця Менні Пак'яо, що здобували титул чемпіона щонайменше в чотирьох вагових категоріях.

## Професіональна кар'єра
Професіональну кар'єру Ноніто розпочав у 2001 році у Каліфорнії. Програв у своєму другому бою. Після 4 проведених поєдинків повернувся на історичну батьківщину - Філіппіни. 1 вересня 2002 року виграв вакантний титул чемпіона Азії у найлегшій вазі за версією WBO.

### Донер проти Дарчиняна

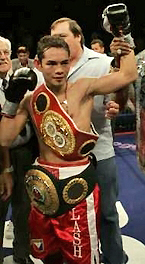

Цей бій, що відбувся 7 липня 2007 року, був першим чемпіонським поєдинком за повноцінний титул в професіональній кар'єрі Донера. На кону стояли титули IBO і IBF у найлегшій вазі, які належали Віку Дарчиняну. Майже всі експерти віддавали перевагу вірменському боксеру, сам Дарчинян також був впевнений у своїй перемозі, про що свідчили голосні заяви на офіційному сайті боксера. Однак бій склався зовсім не так як очікувалося. В середині 5 раунду Донер сильним лівим хуком відправив суперника в нокаут. Всі спроби Дарчиняна підвестися були марними. Авторитетне видання Ринг  нагородило цей бій званням нокаут року та несподіванка року.

### Донер проти Монтіеля
19 лютого 2011 року на арені Мандалай Бей у Лас-Вегасі Ноніто Донер зустрівся в бою з чемпіоном WBC/WBO у легшій вазі мексиканцем Фернандо Монтіелем. Напередодні бою на офіційному зважуванні обидва з першої спроби вклалися у рамки ліміту (до 53,5 кг), а в день бою вже важили 60,8 кг - Монтіель і 57,1 кг - Донер. Після Віка Дарчиняна у Ноніто ще не було такого складного, вмілого і досвідченого суперника. Втім і жоден із колишніх  суперників Монтіеля за всю його довгу кар'єру не міг би порівнятися з Донером. Але один із самих очікуваних боїв року виявився нетривалим. І Донер, і Монтіель володіли дуже жорстким ударом, і у другому раунді Фернандо потужно пробив справа (і навіть попав), але в той же час Ноніто послав ще потужніший контрудар зліва. Монтіель важко впав, важко піднімався, але рефері дав йому можливість продовжити бій, втім після кількох добиваючих ударів Донера зупинив бій.
Таким чином, Донер став чемпіоном у третій ваговій категорії, а Монтіель вперше програв нокаутом.
Журнал Ринг вдруге відзначив бій за участю Донера званням нокаут року.
Влітку Донер підписав контракт із Top Rank Promotions.

### Донер проти Нарваеса
22 жовтня 2011року Донер провів захист своїх титулів проти досвідченого і непереможного чемпіона WBO у другій найлегшій вазі аргентинця Омара Нарваеса (35-0-2, 19 КО), який заради цього бою піднявся у нову вагову категорію. Ставки перед боєм були 20 до 1 на користь філіппінця. Дива не сталося — Донер одноголосно переміг.

### Перемоги у 2012 році
У 2012 році Донер під керівництвом тренера Роберто Гарсії виграв 4 поєдинки.
4 лютого в першому бою в рамках другої легшої ваги переміг розділеним рішенням пуерториканця Вільфредо Вазкеса-молодшого і заволодів вакантним титулом чемпіона WBO.
У липні за очками взяв гору над південноафриканцем Джефрі Матебулою.
У жовтні технічним нокаутом переміг японця Тошіакі Нішіока.
У грудні нокаутував мексиканського ветерана рингу Хорхе Арсе.
За підсумками опитування, проведеного Американською асоціацією журналістів, які пишуть про бокс (BWAA), чемпіон світу в чотирьох категоріях Ноніто Донер був визнаний кращим боксером 2012 року, а його тренер Роберто Гарсія — тренером року.

### Донер проти Рігондо
Цей бій 13 квітня 2013 року було організовано з метою об'єднання поясів. Переможець ставав чемпіоном за версіями WBO, WBA, The Ring у другій легшій вазі. На момент поєдинку в непереможного кубинця Гільєрмо Рігондо було в три рази менше боїв у профібоксі, ніж в Донера, що робило фаворитом філіппінця. Однак початок бою пройшов під диктовку кубинця. Він завдяки роботі ніг та вмілому захисту вдало видавав комбінації. В середині бій трохи вирівнявся, але перевага кубинця не викликала питань. Донер, виглядало, був не готовий до такого розвитку подій. Він намагався провести один точний удар, але натомість пропускав комбінації. В 10 раунді при виході з клінча Донер сильним ударом відправив Рігондо в нокдаун, однак той зразу підвівся. В чемпіонських раундах Донер намагався вирвати перемогу, але невдало. В 12 раунді на обличчі Донера з'явилася гематома. Одноголосним рішенням суддів перемогу здобув Гільєрмо Рігондо.

### Донер проти Ветьєки
31 травня 2014 року відбувся чемпіонський бій для Донера вже в п'ятій ваговій категорії. Його суперником був південноафриканський боксер суперчемпіон WBA у напівлегкій вазі Сімпіве Ветьєка. Бій було зупинено вже після 4 раунду. Велике розсічення на лиці Донера не давало змоги продовжити бій. Однак в 4 раунді це не завадило філіппінцю відправити Ветьєку в нокдаун. За технічним рішенням суддів перемогу і звання чемпіона здобув Ноніто Донер: 39-37, 39-37, 39-37.

### Бій з Ніколасом Волтерсом
18 жовтня 2014 року Донер зустрівся в бою з непереможним "регулярним" чемпіоном WBA Ніколасом Волтерсом. Видовищний і конкурентний бій розпочався з невеликою перевагою Донера, якому вдалося у 2 раунді потрясти Волтерса, але у третій трихвилинці вже Волтерс зумів надіслати зіркового філіппінця у нокдаун. До середини 6 раунду праве око Ноніто майже закрилося. За кілька секунд до закінчення 6 раунда Донер провалився з ударом лівою і отримав у відповідь від Волтерса важкий удар правою, опинившись у важкому нокдауні. Він зумів піднятися, але рефері вирішив зупинити бій.

### Донер проти Хуареса
11 грудня 2015 року в бою за вакантний титул WBO у другій легшій вазі проти мексиканця Цезаря Хуареса здобув одноголосну перемогу. В рамках першого захисту титулу Донер швидко забив угорця Жолта Бедака, але в наступному поєдинку зазнав поразки від непереможного американця Джессі Магдалено (23-0, 17 КО) і втратив звання чемпіона.

### Донер проти Фремптона
21 квітня 2018 року Ноніто зробив спробу в бою за вакантний титул WBO у напівлегкій вазі проти британця Карла Фремптона здобути пояс чемпіона, однак весь бій пройшов за домінування Фремптона, який отримав перемогу одноголосним рішенням суддів — тричі по 117-111.

### Виступи у Всесвітній боксерській суперсерії
Восени 2018 року стартувала World Boxing Super Series 2 сезон. До складу учасників турніру у легшій вазі потрапив і Ноніто Донер, хоча він 7 років після бою з Нарваесом вже не боксував у цій вазі.
3 листопада 2018 року у Глазго в 1/4 фіналу Суперсерії Донер вийшов на бій проти діючого суперчемпіона світу WBA і одного з фаворитів турніру Раяна Барнета. Всупереч прогнозам, внаслідок травми суперника у 4 раунді перемогу і титул чемпіона WBA Super здобув філіппінець.
У 1/2 фіналу Донер мав битися з південноафриканцем чемпіоном WBO Золані Тете, але за кілька днів до бою Тете отримав травму плеча і відмовився від бою. 27 квітня 2019 року Донер нокаутував у 6 раунді американця Стефона Янга, який замінив травмованого Тете, і вийшов у фінал Суперсерії.
7 листопада 2019 року у Токіо, Японія відбувся фінал Всесвітньої боксерської суперсерії у легшій вазі, в якому протистояли суперчемпіон WBA Ноніто Донер і на 10 років молодший за філіппінця непереможний володар титулу IBF японець Іноуе Наоя. Незважаючи на те, що японець вважався явним фаворитом і найбільш очікуваним результатом була його дострокова перемога, бій вийшов конкурентним. У 5 раунді Наоя потряс Ноніто. Донер за рахунок досвіду нівелював перевагу Іноуе в швидкості, і в 9 раунді був близький до того, щоб самому надіслати суперника у нокдаун. Все ж перемогу у драматичному поєдинку отримав Іноуе.

### Донер проти Убаалі
29 травня 2021 року Ноніто Донер зустрівся в бою з чемпіоном світу за версією WBC у легшій вазі французом Нордіном Убаалі і здобув перемогу нокаутом у четвертому раунді.
Донер завдяки перемозі над Убаалі став найстаршим чемпіоном у легшій вазі, оновивши свій же рекорд, встановлений в бою проти Раяна Барнета.